# Gergana Kochanova
Gergana Kochanova (en búlgaro: Гергана Кочанова; 24 de enero de 1985–25 de mayo de 2023) fue una modelo búlgara que fue la primera subcampeona en el concurso Miss Bulgaria 2007. 

## Biografía
Representó Bulgaria en Miss Universo 2007 (Ciudad de México, México).
Kochanova fue asesinada el 25 de mayo de 2023, a la edad de 38 años, en Ciudad del Cabo, Sudáfrica.